# Lucien Bourjeily
Lucien Bourjeily (àrab: لوسيان بورجيلي, Lūsyān Būrjaylī) és un dramaturg, director de cinema i guionista libanès. Va estar implicat en els primers espectacles de teatre d'improvisació professional a l'Orient Mitjà, desafiant totes les lleis de censura que encara s'apliquen en aquesta regió. Té un mestratge en Belles Arts de la Universitat Loyola Marymount a Los Angeles, Estats Units.

## Carrera
El seu treball tant en teatre com en cinema ha estat exhibit en festivals al voltant del món i li ha valgut diversos premis i nominacions, entre ells el Premi del Jurat al Festival Internacional de Cinema de Dubai de 2017. Va participar en el Festival LIFT de Londres en 2012 amb la seva obra experimental 66 Minutes in Damascus, que va ser triada com una de les deu obres en el món que «van repensar l'escenari» pel Huffington Post. Si bé 66 Minutes in Damascus va ser una resposta als esdeveniments actuals a Síria, el seu treball sovint ha estat una resposta a circumstàncies polítiques.
En 2012 va ser escollit per CNN com una de les principals llums culturals de l'escena artística contemporània del Líban que estan tenint un impacte al seu país i internacionalment. Un any més tard va desafiar al govern libanès amb una obra de lluita contra la censura titulada Will it pass or not?, la representació pública del qual va ser vetada per la seguretat libanesa, però que va tenir una forta repercussió en els mitjans. A causa d'aquests inconvenients, al maig de 2014 la seguretat general va confiscar el passaport de Bourjeily mitjançant un procediment administratiu anomenat "dominació dels crítics", però es va retractar de la seva decisió 48 hores després donada la protesta general del públic libanès. Pel seu activisme contra la censura sobre les arts al Líban, va ser nominat per al premi "Llibertat d'Expressió" en 2014, que se celebra anualment en el Centre Barbican de Londres.
Va escriure i va dirigir Vanishing State al Centre d'Arts de Battersea de Londres com a part del festival LIFT 2014. A penes uns mesos després que acabés la lluita civil en Trípoli, durant la primavera de 2015, va escriure una obra titulada Love and War on the Rooftop, en la qual va dirigir a diversos excombatents dels barris en guerra de Beb El Tebbeneh i Jabal Mohsen..
Posteriorment Beirut Syndrome, va ser prohibida al Líban a l'octubre de 2015 per abordar la temàtica de la corrupció política al Líban. Després de dirigir una gran quantitat de curtmetratges, en 2017 va estrenar el seu primer llargmetratge, titulat Heaven Without People (El cel sense gent). La cinta es va estrenar en competència en l'edició número 14 del Festival Internacional de Cinema de Dubai.

## Filmografia
- 2017 - Heaven Without People (llargmetratge)
- 2013 - Ariel in Beirut (curt)
- 2013 - Al Kamache (documental)
- 2012 - What would you do without me Dada Bunny? (curt)
- 2011 - The Awooga Method (curt)
- 2011 - The Earplugs (curt)
- 2010 - Akh Ursula Akh (curt)
- 2008 - Taht el aaricha (curt)